# USS Makassar Strait (CVE-91)
USS Makassar Strait (CVE–91) là một tàu sân bay hộ tống lớp Casablanca được Hải quân Hoa Kỳ chế tạo trong Chiến tranh Thế giới thứ hai. Tên nó được đặt nhằm ghi nhớ Trận chiến eo biển Makassar tại eo biển Makassar giữa các đảo Kalimantan và Sulawesi ở Đông Ấn thuộc Hà Lan vào ngày 4 tháng 2 năm 1942. Nó đã hoạt động cho đến hết Thế Chiến II, xuất biên chế năm 1946 và bị sử dụng như một mục tiêu năm 1958. Makassar Strait được tặng thưởng hai Ngôi sao Chiến trận do thành tích phục vụ trong Thế Chiến II.

## Thiết kế và chế tạo
Nguyên được dự định là chiếc Ulitaka Bay (AVG-91), con tàu được xếp lại lớp với ký hiệu lườn ACV-91 vào ngày 20 tháng 8 năm 1942, rồi thành CVE-78 vào ngày 15 tháng 7 năm 1943. Tên nó được đổi thành Makassar Strait vào ngày 6 tháng 11 năm 1943 trước khi được đặt lườn tại Xưởng tàu Vancouver của hãng Kaiser Company, Inc. ở Vancouver, Washington vào ngày 29 tháng 12 năm 1943. Con tàu được hạ thủy vào ngày 22 tháng 3 năm 1944; được đỡ đầu bởi bà Truman J. Hedding; và được nhập biên chế tại Astoria, Oregon vào ngày 27 tháng 4 năm 1944 dưới quyền chỉ huy của Hạm trưởng, Đại tá Hải quân Warren K. Berner.

## Lịch sử hoạt động
Sau khi hoàn tất chạy thử máy dọc theo vùng bờ Tây Hoa Kỳ, Makassar Strait rời San Diego, California vào ngày 6 tháng 6 năm 1944, vận chuyển hành khách và máy bay thay thế đi ngang qua Trân Châu Cảng, quần đảo Hawaii để đến quần đảo Marshall; rồi từ đây vận chuyển thương binh đến Trân Châu Cảng và San Diego, đến nơi vào ngày 13 tháng 7. Trong hai tháng tiếp theo, nó hoạt động huấn luyện phi công tàu sân bay tại vùng biển ngoài khơi Nam California. Từ ngày 25 tháng 9 đến ngày 15 tháng 10, nó vận chuyển 129 máy bay đến Hawaii và đến đảo Manus thuộc quần đảo Admiralty; và sau khi quay trở về Trân Châu Cảng vào ngày 26 tháng 10 cùng 70 máy bay tiêm kích Grumman F4F Wildcat bị hư hại cần sửa chữa, nó tiếp nối hoạt động huấn luyện phi công ngoài khơi Trân Châu Cảng.
Trong ba tháng tiếp theo, Makassar Strait giúp đỡ vào việc đào tạo huấn luyện phi công Hải quân và Thủy quân Lục chiến, thực hiện trên 6.700 lượt hạ cánh bởi hàng tá liên đội và phi đội, cũng như tham gia huấn luyện thực tập tuần tra chiến đấu trên không và thực tập các hoạt động tìm-diệt tàu ngầm và hoạt động bay ban đêm. Nó cũng huấn luyện phòng thủ và thực tập tấn công thả bom và phóng ngư lôi.
Với Liên đội hỗn hợp VC-97 được phối thuộc, Makassar Strait rời Trân Châu Cảng vào ngày 29 tháng 1 năm 1945, đi ngang qua Eniwetok để nhận nhiệm vụ tại khu vực Tây Thái Bình Dương. Nó được phân về Đội đặc nhiệm 50.8 từ ngày 9 tháng 2 đến ngày 8 tháng 4 để bảo vệ cho các tàu tiếp liệu, trong vai trò phục vụ hậu cần cho lực lượng đặc nhiệm tàu sân bay nhanh trong các cuộc không kích xuống các mục tiêu Nhật Bản, suốt từ quần đảo Bonin cho đến quần đảo Ryūkyū.
Được phân công hỗ trợ một đội tàu sân bay vào ngày 8 tháng 4, Makassar Strait bắt đầu các hoạt động tác chiến trong Trận Okinawa căng thẳng. Trong bốn tuần lễ tiếp theo, nó tung ra hàng loạt các phi vụ tấn công xuống các mục tiêu thuộc quần đảo Ryūkyū, hỗ trợ gần mặt đất cho lực lượng trên bộ, bắn phá các vị trí pháo binh, cân cứ và sân bay đối phương trong quá trình tấn công chiếm đóng Okinawa. Máy bay của nó đã bắn rơi bốn máy bay Nhật Bản.
Makassar Strait chuyển liên đội không lực phối thuộc của nó sang tàu sân bay chị em Shipley Bay (CVE-85) tại Kerama Retto vào ngày 7 tháng 5, rồi lên đường đi Guam, đến nơi vào ngày 11 tháng 5. Tại đây nó hoạt động huấn luyện ôn tập cho phi công tàu sân bay tại khu vực giữa Guam và Saipan thuộc quần đảo Mariana, cho đến khi nó lên đường đi Trân Châu Cảng vào ngày 19 tháng 7. Con tàu ghé qua Kwajalein trên đường đi, nơi nó nhận lên tàu 50 máy bay, và đi đến Trân Châu Cảng vào ngày 29 tháng 7; nó lại nhận lên tàu thêm 387 hành khách quân sự rồi lên đường đi San Diego vào ngày 14 tháng 8. Nhật Bản đầu hàng vào ngày hôm sau lúc nó đang trên đường đi, giúp kết thúc xung đột của Thế Chiến II. Sau khi đến nơi vào ngày 21 tháng 8, nó lại tiếp tục hoạt động huấn luyện phi công trong hai tháng tiếp theo; và cho đến tháng 10 năm 1945 đã có tổng cộng 15.500 lượt hạ cánh trên sàn đáp của nó.
Makassar Strait rời San Diego vào ngày 4 tháng 11 để tham gia Chiến dịch Magic Carpet, giúp hồi hương quân nhân đang phục vụ ở nước ngoài. Con tàu đi ngang qua Trân Châu Cảng vận chuyển lực lượng thay phiên đến quần đảo Marshall, rồi đón tiếp 1.092 cựu quân nhân tại Kwajalein để đưa về đến San Diego vào ngày 29 tháng 11. Từ ngày 4 tháng 12 năm 1945 đến ngày 3 tháng 1 năm 1946, nó thực hiện một chuyến đi tương tự đến Guam, vận chuyển được 1.123 sĩ quan và binh lính quay trở về Hoa Kỳ. 

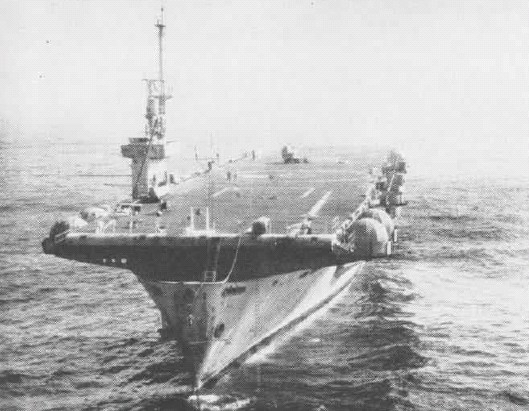
Makassar Strait như một tàu mục tiêu vào cuối thập niên 1950

Rời San Diego vào ngày 5 tháng 1, con tàu đi ngang qua San Francisco, California, để đi Tacoma, Washington, đến nơi vào ngày 12 tháng 1. Nó được cho ngừng hoạt động và xuất biên chế tại đây vào ngày 9 tháng 8 năm 1946, được đưa về Hạm đội Dự bị Thái Bình Dương, neo đậu tại Tacoma. Đang khi vẫn nằm trong thành phần dự bị, nó được xếp lại lớp như một tàu sân bay đa dụng với ký hiệu lườn CVU-91 vào ngày 12 tháng 6 năm 1955. Hải quân Hoa Kỳ quyết định sử dụng con tàu như một mục tiêu, nên tên nó được rút khỏi danh sách Đăng bạ Hải quân vào ngày 1 tháng 9 năm 1958.
Vào tháng 4 năm 1961, đang khi được kéo đến đảo San Clemente ngoài khơi California, con tàu bị mắc cạn tại đảo San Nicholas thuộc quần đảo Channel. Nó được bán vào ngày 2 tháng 5 năm 1961 để được tháo dỡ tại chỗ, và cho đến mùa Thu năm 1965, con tàu vẫn chưa được tháo dỡ và được sử dụng như một mục tiêu.

## Phần thưởng
Makssar Strait được tặng thưởng hai Ngôi sao Chiến trận do thành tích phục vụ trong Thế Chiến II.